# Nel fuoco non c'è guado
Nel fuoco non c'è guado (V ogne broada net) è un film del 1968 diretto da Gleb Panfilov.
È noto in italiano anche coi titoli Non c'è guado nel fuoco, Non c'è passaggio nel fuoco e Nessun orizzonte oltre il fuoco.

## Trama
Durante la Guerra civile russa, su un treno ospedale che trasporta i feriti dal fronte vi lavora come infermiera Tanya, una ragazza semplice e goffa, che scopre improvvisamente in sé stessa il talento di un'artista. In questo viaggio trova il suo primo timido amore e trasferisce su carta i suoi sentimenti clandestini.

## Produzione
Il film fu girato negli stabilimenti Lenfil'm a San Pietroburgo. Alcune scene esterne furono girate nella stazione Bezlesnaya nei pressi di Murom.
La giovane Inna Čurikova fu segnalata a Panfilov dal regista Rolan Bykov; durante le riprese Panfilov e Čurikova si fidanzarono, sposandosi poi nel 1970.

## Distribuzione
Fu distribuito in Unione Sovietica a partire dal 1º giugno 1968, venendo visto da 7.700.000 spettatori.
In Italia il film avrebbe dovuto essere proiettato alla Mostra internazionale del Nuovo Cinema di Pesaro del 1968, ma i burocrati sovietici preferirono non inviare la pellicola a causa della presenza di un marxista intransigente descritto con poco rispetto. Il film fu tuttavia presentato alla mostra dell'anno successivo, in data 18 settembre. Nel 1987 fu ripresentato al Festival Cinema giovani.

## Accoglienza

### Critica
(Gianni Gregoricchio, Il Piccolo, 19 settembre 1969)
(Piero Perona, La Stampa, 20 settembre 1969 e Stampa Sera, 19 ottobre 1987)
(Tino Ranieri, Bianco e Nero, fascicolo 1/4, 1970)
(Alberto Crespi, l'Unità, 27 ottobre 1987)

## Riconoscimenti
- 1970 - Festival del cinema di Locarno
  - Pardo d'oro alla maggioranza